# Tomasz Ostrowski (chemik)
Tomasz Ostrowski – polski chemik, pracownik naukowy Instytutu Chemii Bioorganicznej PAN, gdzie pracuje w Zakładzie Chemii Komponentów Kwasów Nukleinowych. Odbył naukowe staże podoktorskie w Katholieke Universiteit Leuven w Belgii (1996-1997 i 2004-2005) oraz w Institut de Chimie des Substances Naturelles, CNRS, w Gif-sur-Yvette we Francji (2000). Specjalizuje się w chemii organicznej, chemii bioorganicznej i chemii leków.

## Życiorys
W 1995 r. na Wydziale Chemii Uniwersytetu im. Adama Mickiewicza w Poznaniu obronił rozprawę doktorską pt. Synteza analogów wyozyny i próby korelacji ich właściwości fizyko-chemicznych oraz biologicznych ze strukturą, wykonaną pod kierunkiem prof. Bożenny Golankiewicz. Stopień doktora habilitowanego nauk farmaceutycznych uzyskał w 2014 r. na Wydziale Farmaceutycznym Uniwersytetu Medycznego im. Karola Marcinkowskiego w Poznaniu na podstawie pracy pt. Synteza wybranych analogów nukleozydowych wykazujących czynność biologiczną.